# Ochetostoma arkati
Ochetostoma arkati is een lepelworm uit de familie Thalassematidae.
De wetenschappelijke naam van de soort werd in 1935 gepubliceerd door Prashad.